# Ziemia Sannikowa
Ziemia Sannikowa (ros. Земля Санникова) - nieistniejąca wyspa na Oceanie Arktycznym, jej domniemane istnienie postulowano w dziewiętnastowiecznej Rosji.
Podstawą spekulacji stały się słowa Jakowa Sannikowa i Matwieja Giedensztroma, którzy odbyli w latach 1809–1810 ekspedycję kartograficzną na Wyspy Nowosyberyjskie.
Ziemia Sannikowa występuje w powieści fantastycznej "Ziemia Sannikowa" radzieckiego naukowca i pisarza Władimira Obruczewa.